# The Mission (album Captain Jack)
The Mission – debiutancki album studyjny niemieckiego zespołu Captain Jack, wydany 26 lutego 1996 roku nakładem Cologne Dance Label.
Album w Polsce osiągnął status platynowej płyty.

## Lista utworów
1. „The Mission (Intro)” – 1:04
2. „Sir Yes Sir (Pt-Mix)” – 4:07
3. „Captain Jack (Short Mix)” – 4:06
4. „Soldier Soldier (Short Summer Mix)” – 3:34
5. „Little Boy (Boy Oh Boy Mix)” – 3:41
6. „Drill Instructor (Short Mix)” – 4:12
7. „Take On Me (Longplay)” – 5:26
8. „Captain's Dream (Instrumental Mix)” – 4:02
9. „Jack In Da House (Jack Da House Mix)” – 4:10
10. „Back Home (Captain's Return)” – 5:16
11. „She's A Lady (Sing Nanana Mix)” – 3:14
12. „Captain Jack Remix (House Grooves From UK Mix)” – 6:42
13. „Drill Instructor Remix (All 4 One Mix)” – 6:13
14. „Jack In Da House (Old School Mix)” – 6:09
15. „The Final Countdown (Uuh Baby Mix)” – 5:37

## Single
- „Drill Instructor”
- „Little Boy”
- „Soldier Soldier”
- „Captain Jack”

## Twórcy
- Franky Gee – śpiew
- Liza da Costa – śpiew